# Сіґне Лівб'єрґ
Сіґне Лівб'єрґ (дан. Signe Livbjerg, 21 лютого 1980) — данська яхтсменка.
Бронзова призерка Олімпійських Ігор 2004 року в класі Європа.